# Municipio de Dahlonega
El municipio de Dahlonega (en inglés: Dahlonega Township) es un municipio ubicado en el condado de Wapello en el estado estadounidense de Iowa. En el año 2010 tenía una población de 677 habitantes y una densidad poblacional de 17,06 personas por km².

## Geografía
El municipio de Dahlonega se encuentra ubicado en las coordenadas 41°3′10″N 92°19′54″O / 41.05278, -92.33167. Según la Oficina del Censo de los Estados Unidos, el municipio tiene una superficie total de 39.69 km², de la cual 39,67 km² corresponden a tierra firme y (0,05 %) 0,02 km² es agua.

## Demografía
Según el censo de 2010, había 677 personas residiendo en el municipio de Dahlonega. La densidad de población era de 17,06 hab./km². De los 677 habitantes, el municipio de Dahlonega estaba compuesto por el 95,13 % blancos, el 1,62 % eran afroamericanos, el 0,15 % eran amerindios, el 1,77 % eran asiáticos, el 0,59 % eran de otras razas y el 0,74 % eran de una mezcla de razas. Del total de la población el 2,66 % eran hispanos o latinos de cualquier raza.